# Daubensand
Daubensand – miejscowość i gmina we Francji, w regionie Grand Est, w departamencie Dolny Ren.
Według danych na rok 1990 gminę zamieszkiwało 299 osób, a gęstość zaludnienia wynosi 77 os./km².